# Сидъредж
Сидъредж (на английски: Cedaredge) е град в окръг Делта, щата Колорадо, САЩ. Сидъредж е с население от 2151 жители (2000) и обща площ от 5,3 km². Намира се на 1899 m надморска височина. ЗИП кодът му е 81413, а телефонният му код е 970.